# Pseudiastata
Pseudiastata is een vliegengeslacht uit de familie van de Fruitvliegen (Drosophilidae).

## Soorten
- P. nebulosa Coquillett, 1908
- P. pictiventris Wheeler, 1960